# Beloit, Wisconsin
Beloit là một thành phố thuộc quận Rock trong bang Wisconsin, Hoa Kỳ. Thành phố có tổng diện tích  km², trong đó diện tích đất là  km². Theo điều tra dân số Hoa Kỳ năm 2010, thành phố có dân số 36.966 người2}} Vùng đô thị Beloit có dân số hơn 91.000 người. 